# حصن الحزم

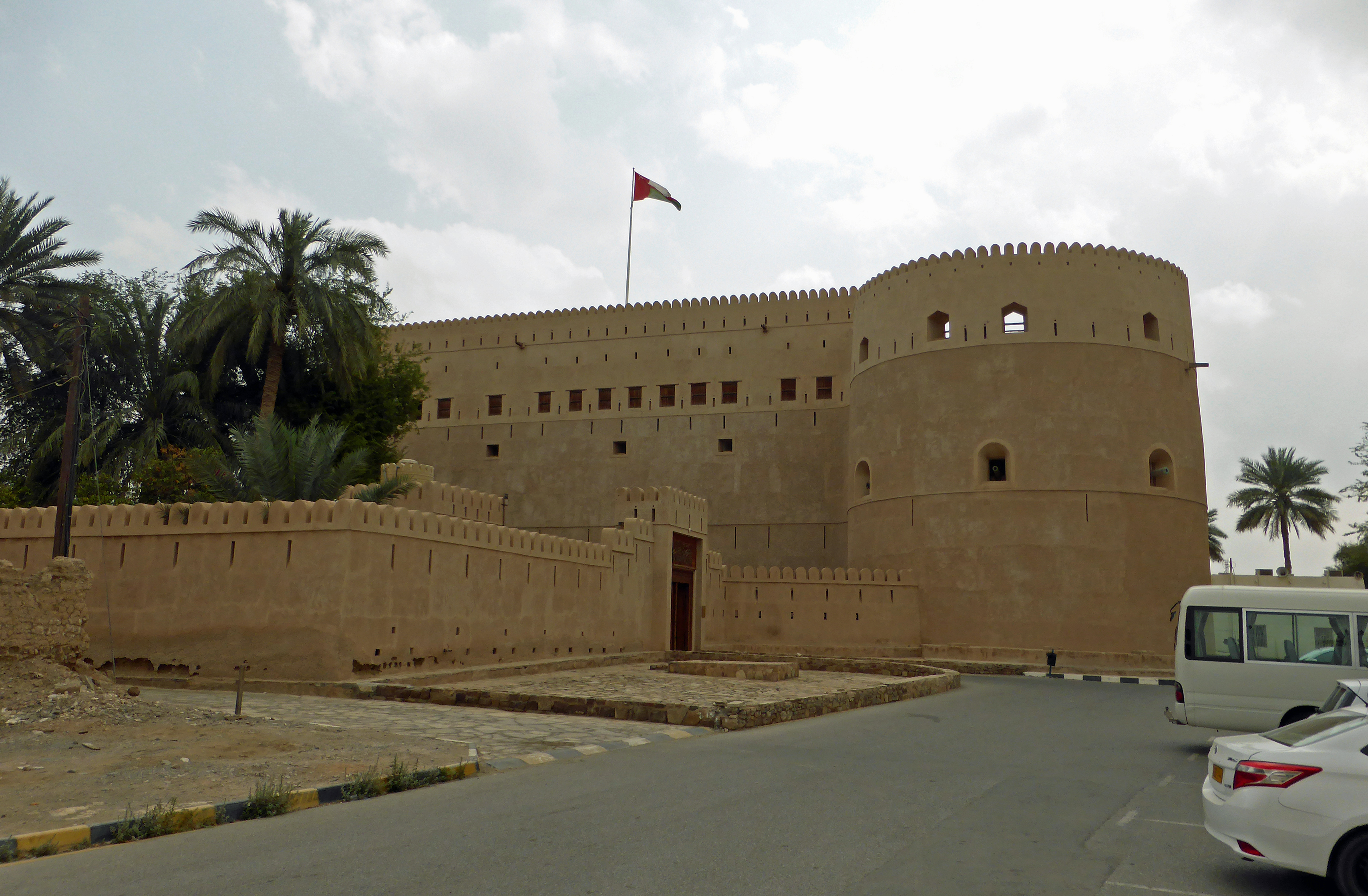
نمایی از قلعه حزم در سال ۲۰۱۸

 قلعه حزم  (به عربی: حصن الحزم) یکی از قلعه‌های مشهور کشور پادشاهی عمان است، ویکی از (نقاط دیدنی سلطنت عمان) به شمار می‌آید. 
این قلعه در  شهرستان رستاق  (به عربی: ولایة رستاق) یکی از شهرستانهای استان باطنه واقع شده‌است. یکی از زیباترین بدائع فن معماری اسلامی عمانی است. در سال (۱۷۱۱م) توسط الإمام سلطان بن سیف بن سلطان الیعربی بنیادگذاری شده‌است. وی فرزند الامام الملقب به  قید الأرض  می‌باشد. 
عرض دیوار قلعه سه متر است، ودارای چند درب مختلف است، چند توپ تاریخی پرتغالی و اسپانیایی در قلعه وجود دارد که برد هریک از این توپ‌ها به ۷۰ کیلومتر می‌رسد. همچنین قلعه دارای چند پلکان است که از آن‌ها اسب به بالای طبقهٔ دوم هدایت می‌کرده‌است. در درون قلعه چند راه رو
زیر زمینی است که قطر هر یک آن‌ها به ۲ متر می‌رسد وارتفاع آن‌ها نیز دو متر می‌باشد، این راه روها در چهار گوشهٔ قلعه وجود دارد، و به داخل شهر منتهی می‌شود. در درون قلعه چند اتاق وجود دارد که مخصوص نماز وتدریس قرآن وامور مسائل دینی بوده‌است درون این اتاق‌ها با طاق‌های اکلیل و گچبری‌های زیبا و جالب و منحصر به فرد تزیین نموده أند، همچنین در درون قلعه قنات آبی نیز جاری است.  حصن الحزم  یکی قلعه‌های مهم دفاعی منطقهٔ باطنه بوده‌است.